# Tatsuya Morita
Tatsuya Morita (守田 達弥 Morita Tatsuya?, Chiba, 3 de agosto de 1990) es un futbolista japonés que juega como guardameta en el F. C. Machida Zelvia de la J1 League.

## Trayectoria

### Clubes
| Club                     | País  | Año       |
| ------------------------ | ----- | --------- |
| Kyoto Sanga F. C.        | Japón | 2009-2013 |
| Kataller Toyama (cedido) | Japón | 2012-2013 |
| Albirex Niigata          | Japón | 2014-2017 |
| Matsumoto Yamaga F. C.   | Japón | 2018-2019 |
| Sagan Tosu               | Japón | 2020-2022 |
| Kashiwa Reysol (cedido)  | Japón | 2022      |
| Kashiwa Reysol           | Japón | 2023-2024 |
| F. C. Machida Zelvia     | Japón | 2025-     |

## Estadísticas

### Clubes
Actualizado al último partido disputado el 19 de mayo de 2021.
| Club                         | Div.          | Temporada     | Liga  | Liga  | Copas nacionales | Copas nacionales | Copas internacionales | Copas internacionales | Total | Total |
| Club                         | Div.          | Temporada     | Part. | Goles | Part.            | Goles            | Part.                 | Goles                 | Part. | Goles |
| ---------------------------- | ------------- | ------------- | ----- | ----- | ---------------- | ---------------- | --------------------- | --------------------- | ----- | ----- |
| Kyoto Sanga F. C. Japón      | 1.ª           | 2009          | 0     | 0     | ―                | ―                | ―                     | ―                     | 0     | 0     |
| Kyoto Sanga F. C. Japón      | 1.ª           | 2010          | 13    | 0     | —                | —                | —                     | —                     | 13    | 0     |
| Kyoto Sanga F. C. Japón      | 2.ª           | 2011          | 0     | 0     | 0                | 0                | —                     | —                     | 0     | 0     |
| Kyoto Sanga F. C. Japón      | 2.ª           | 2012          | 22    | 0     | —                | —                | —                     | —                     | 22    | 0     |
| Kyoto Sanga F. C. Japón      | Total club    | Total club    | 35    | 0     | 0                | 0                | 0                     | 0                     | 35    | 0     |
| Kataller Toyama Japón        | 2.ª           | 2012          | 22    | 0     | 1                | 0                | ―                     | ―                     | 23    | 1     |
| Kataller Toyama Japón        | 2.ª           | 2013          | 39    | 0     | 1                | 0                | ―                     | ―                     | 40    | 0     |
| Kataller Toyama Japón        | Total club    | Total club    | 61    | 0     | 2                | 0                | 0                     | 0                     | 63    | 0     |
| Albirex Niigata Japón        | 1.ª           | 2014          | 33    | 0     | 6                | 0                | —                     | —                     | 39    | 0     |
| Albirex Niigata Japón        | 1.ª           | 2015          | 42    | 0     | ―                | ―                | ―                     | ―                     | 42    | 0     |
| Albirex Niigata Japón        | 1.ª           | 2016          | 30    | 0     | 3                | 0                | —                     | —                     | 33    | 0     |
| Albirex Niigata Japón        | 1.ª           | 2017          | 10    | 0     | 5                | 0                | —                     | —                     | 15    | 0     |
| Albirex Niigata Japón        | Total club    | Total club    | 115   | 0     | 14               | 0                | 0                     | 0                     | 129   | 0     |
| Matsumoto Yamaga F. C. Japón | 2.ª           | 2018          | 39    | 0     | —                | —                | ―                     | ―                     | 39    | 0     |
| Matsumoto Yamaga F. C. Japón | 1.ª           | 2019          | 31    | 0     | 1                | 0                | ―                     | ―                     | 32    | 0     |
| Matsumoto Yamaga F. C. Japón | Total club    | Total club    | 70    | 0     | 1                | 0                | 0                     | 0                     | 71    | 0     |
| Sagan Tosu Japón             | 1.ª           | 2020          | 7     | 0     | 1                | 0                | —                     | —                     | 8     | 0     |
| Sagan Tosu Japón             | 1.ª           | 2021          | 0     | 0     | 6                | 0                | —                     | —                     | 6     | 0     |
| Sagan Tosu Japón             | 1.ª           | 2022          | 0     | 0     | 0                | 0                | —                     | —                     | 0     | 0     |
| Sagan Tosu Japón             | Total club    | Total club    | 7     | 0     | 7                | 0                | 0                     | 0                     | 14    | 1     |
| Kashiwa Reysol Japón         | 1.ª           | 2022          | 0     | 0     | —                | —                | —                     | —                     | 0     | 0     |
| Kashiwa Reysol Japón         | Total club    | Total club    | 0     | 0     | 0                | 0                | 0                     | 0                     | 0     | 0     |
| Total carrera                | Total carrera | Total carrera | 142   | 46    | 11               | 2                | 18                    | 9                     | 171   | 57    |